# Curetis lucifuga
Curetis lucifuga är en fjärilsart som beskrevs av Hans Fruhstorfer 1909. Curetis lucifuga ingår i släktet Curetis och familjen juvelvingar. Inga underarter finns listade i Catalogue of Life.